# Matthew James Harris
Pour l’article homonyme, voir Harris.
Matthew James Harris né le 30 juin 1968 est un tueur en série australien qui purge actuellement deux peines d'emprisonnement à perpétuité plus 40 ans d'emprisonnement sans possibilité de libération conditionnelle pour 3 meurtres commis à Wagga Wagga entre octobre et novembre 1998.

## Crimes

### Trang Nguyen
Le 20 juin 1998, Harris avec un complice, Kenneth Scott Frazier, ont fait irruption dans la maison de Trang Nguyen, la menaçant avec un couteau en face de ses trois enfants. Ils lui ont volé 58 $ qu'ils ont utilisé pour acheter de l'alcool.

### Peter Wennerbom
Harris était ami avec Elaine de Jong, qui était la sœur Pierre Wennerbom. Le 1er octobre 1998, Harris force la porte de la maison de Wennerbom. Harris étrangla Wennerbom à mort. Plus tard, il dit à la police « Il était un vieil homme, il n'y a pas de résistance du tout. J'ai eu un contrôle total, vous le savez, le contrôle de la situation, lui, il ne pouvait rien faire ».

### Yvonne Ford
Le 17 octobre 1998, Harris est allé à la maison d'Yvonne Ford, qui avait une déficience intellectuelle légère. Harris dira plus tard qu'il est « juste allé là-bas. J'étais probablement sur l'une des promenades et moi j'ai probablement bu quelques verres, dans la région donc je suis allé à la maison et j'ai fini là-bas ». Ford le laisse entrer, et après quelque temps, il fait des avances sexuelles à son égard. Plus tard, il a déclaré : « Nous avons conclu un peu d'amitié. Et je ne pouvais évidemment dire qu'elle était seule, elle était légèrement handicapée. Je n'étais pas venu ici pour le sexe, je n'étais pas venu ici pour rien, je venais juste dire bonjour. J'habitais à proximité, mais des pensées ont commencé à entrer dans ma tête et me disais que je voulais la tuer ». Comme ils étaient assis dans le bain ensemble, Harris l'a étranglée et il l'a tenue sous le bain pendant 3 ou 4 minutes. « Ça aurait pu être n'importe qui. Elle était juste malchanceuse […] J'ai juste pensé qu'elle serait une cible facile, elle ne se serait pas défendue ou […] elle serait relativement facile à tuer ». Les enquêteurs lui ont demandé comment il se sentait après l'assassinat : il leur répond « puissant, en colère, juste la colère, la colère pure. Pas contre elle, il n'y avait pas de sexe ni rien, j'étais en colère contre le monde. C'est pourquoi tout cela s'est passé, a commencé, et c'était juste ma colère totale construire à partir, de je ne sais pas, du jour où j'ai été adoptée, c'est juste tout construit et bâti, et quelque chose s'est fixé, m'a mis hors tension et moi, je l'ai tuée ».

### Ronald Galvin
Le 3 novembre 1998, Harris a étranglé son voisin, Ronald Galvin. Le lendemain soir, il emprunte la voiture de Elaine de Jong et a conduit le corps de Galvin à proximité d'Uranquinty… Sa seule explication de cette assassinat était : « Je pense que j'avais juste beaucoup de colère je devais m'en débarrasser et elle a été projetée sur lui ».

## Tentative de suicide
Harris fait une overdose à l'héroïne à deux reprises quelques jours après avoir assassiné Galvin et dans les premières heures du 1er décembre 1998, le jour de son arrestation.

## Procès et condamnation
Le 3 décembre 1999 Harris a plaidé coupable pour les meurtres et le vol de Trang Nguyen. Le 7 avril 2000 NSW La Cour Suprême de Justice Virginia Bell a condamné Harris 3 peines concurrentes d'emprisonnement de 40 ans avec des périodes de non libération conditionnelle de 25 ans en relation avec les meurtres et trois ans d'emprisonnement en relation avec le vol, faisant de lui un demandeur de libération conditionnelle le 30 novembre 2023.
Le 2 mai 2000 l'affaire a été mentionnée dans le New South Wales Parlement où il a été noté que "Harris dans un dossier de police de l'entrevue a déclaré:« ... d'assassiner et de garder le meurtre et pour sortir avec elle a été une réussite ... j'aurais encore recommencé si je n'avais pas été surpris. "" et que les peines étaient «beaucoup trop clémente».
Le Directeur des poursuites publiques appel contre les peines d'assassinat sur la base qu'elles étaient insuffisantes. Le 20 décembre 2000, la Cour d'appel pénale NSW a confirmé l'appel et annulé les phrases d'Harris en relation avec les meurtres de Ford et Galvin, les remplaçant par une peine à perpétuité. Le juge en chef Wood a noté que «je suis d'avis que la criminalité de l'intimé, et le niveau de sa dangerosité, sont telles que, nonobstant les principes discutés il y a, il est nécessaire à la Cour d'intervenir».